# Concours mondial de Bruxelles
Le Concours mondial de Bruxelles est une compétition internationale au cours de laquelle près de 10 000 vins sont présentés par les producteurs pour être dégustés et évalués par un panel d’experts viti-vinicoles. En trente années d’expérience, le concours fait aujourd’hui partie des plus importants événements internationaux du genre, tout en étant une vitrine des dernières tendances en matière de cépages, d'appellations et de millésimes.
Créé sous l’impulsion de Louis Havaux, le concours mondial de Bruxelles se tient pour la toute première fois en avril 1994 à Bruges. Si ‘seulement’ 861 échantillons sont alors enregistrés (qui furent rassemblés en deux mois), la dimension internationale, avec 29 pays participants, est d’ores et déjà au rendez-vous.
Le concours mondial atteindra rapidement sa vitesse de croisière et rencontrera, dès lors, un succès croissant au fil des éditions. Pour obtenir cette reconnaissance, le concours mondial de Bruxelles choisit avec rigueur des dégustateurs réputés et reconnus pour leur compétence. L’organisation leur assure des conditions de dégustation optimales et investit sans compter dans le contrôle a posteriori des échantillons primés. Des analyses complémentaires sont ainsi réalisées régulièrement sur les vins qui affichent la médaille du concours mondial de Bruxelles. Ces contrôles sont organisés pour garantir aux consommateurs une parfaite fiabilité des résultats. En 2006, le concours mondial décide d’affirmer son caractère international en faisant escale hors de ses frontières. À la suite du succès exceptionnel de cette initiative, le Concours a décidé de persister sur cette voie. En plus de dix ans, le concours a parcouru l’Europe. (Voir liste des éditions) Depuis 2022, le Concours Mondial de Bruxelles se déroule en 4 sessions distinctes pour évaluer chaque type de vin selon leurs spécificités.
Le concours mondial de Bruxelles possède plusieurs filiales comme le concours mondial du Sauvignon, le Spirits Selection ou le AWS Silkroute.

## Liste des éditions
- 2024 : León, Guanajuato , México

- 2023 : Porec, Istrie
- 2022 : Cosenza, Calabre
- 2021 : Luxembourg, Luxembourg
- 2020 : Brno, République tchèque
- 2019 : Aigle, Suisse
- 2018 : Pékin, Chine[3]
- 2017 : Valladolid, Espagne
- 2016 : Plovdiv, Bulgarie
- 2015 : Jesolo, Italie
- 2014 : Bruxelles, Belgique
- 2013 : Bratislava, Slovaquie
- 2012 : Guimarães, Portugal
- 2011 : Luxembourg, Luxembourg
- 2010 : Palerme, Italie
- 2009 : Valence, Espagne
- 2008 : Bordeaux, France
- 2007 : Maastricht, Pays-Bas
- 2006 : Lisbonne, Portugal
- 2005 : Ostende, Belgique
- 2004 : Liège, Belgique
- 2003 : Anvers, Belgique
- 2002 : Bruxelles, Belgique
- 2001 : Bruxelles, Belgique
- 2000 : Bruxelles, Belgique
- 1999 : Bruges, Belgique
- 1998 : Bruxelles, Belgique
- 1997 : Bruges, Belgique
- 1996 : Namur, Belgique
- 1995 : Bruges, Belgique
- 1994 : Bruges, Belgique

## Le jury
Le jury du concours mondial de Bruxelles est composé de professionnels qui vivent pour et par le vin 365 jours/an:[réf. nécessaire]
- acheteurs
- négociants internationaux
- œnologues
- journalistes
- écrivains
- critiques spécialisés
- Chercheurs
- représentants d’institutions professionnelles.

## Déroulement des dégustations
Les séances de dégustation se déroulent sur trois matinées. Le jury est composé de plus de soixante commissions de cinq à six dégustateurs. Trois de ces commissions sont réservées aux vins liquoreux (Porto, Xérès, Madère, etc.) et cinq autres sont dédiées aux vins rosés. Tout est mis en œuvre pour garantir des conditions optimales: luminosité, hygrométrie et température ambiante (de 18 à 22 °C) strictement contrôlées, silence monacal dans les salles de dégustation, verres et service irréprochables, surveillance constante des frigos pour le service des vins à la température adéquate, etc.
Chaque séance est précédée d’une dégustation de calibration visant à harmoniser les cotations des dégustateurs. Cette dégustation, aussi appelée « mise en bouche », du premier jour est collective et fait l’objet d’un débat général. Les « mises en bouche » des deuxième et troisième jours sont menées et dirigées par le président désigné au sein de chaque commission.
Toutes les séries de vins proposées en dégustation au jury international sont testées en aveugle. L’organisation du concours garantit l’anonymat total des échantillons tant au niveau de l’étiquette qu’au niveau de la forme de la bouteille, la seule mention révélée aux dégustateurs étant le millésime.

## Les médailles
Le calcul des résultats se fait selon les procédures officielles développées par l’O.I.V..
- Grande Médaille d’Or
- Médaille d’Or
- Médaille d’Argent

## Fiabilité
La fiabilité des concours des vins est parfois remise en question. Il existe effectivement une gradation dans les concours, dit internationaux, avec des procédures de sélections plus ou moins rigoureuses. Pour autant, le concours mondial de Bruxelles est considéré comme un des plus fiables, tant par les professionnels, que par les consommateurs. La présence d'une médaille du concours mondial de Bruxelles sur un produit est une incitation au choix d'achat et l'impact sur les ventes, des produits médaillés lors du concours, voit une augmentation des ventes de 20 à 30 %. Le concours mondial de Bruxelles est réputé le plus fiable car le nombre d'inscription est très élevé. Ensuite, le pourcentage de médailles est faible par rapport au nombre de vins. Enfin, la qualité internationale du jury est exceptionnelle et très peu vue dans ce type de concours.[réf. nécessaire]